# Пикторская, Лидия Васильевна

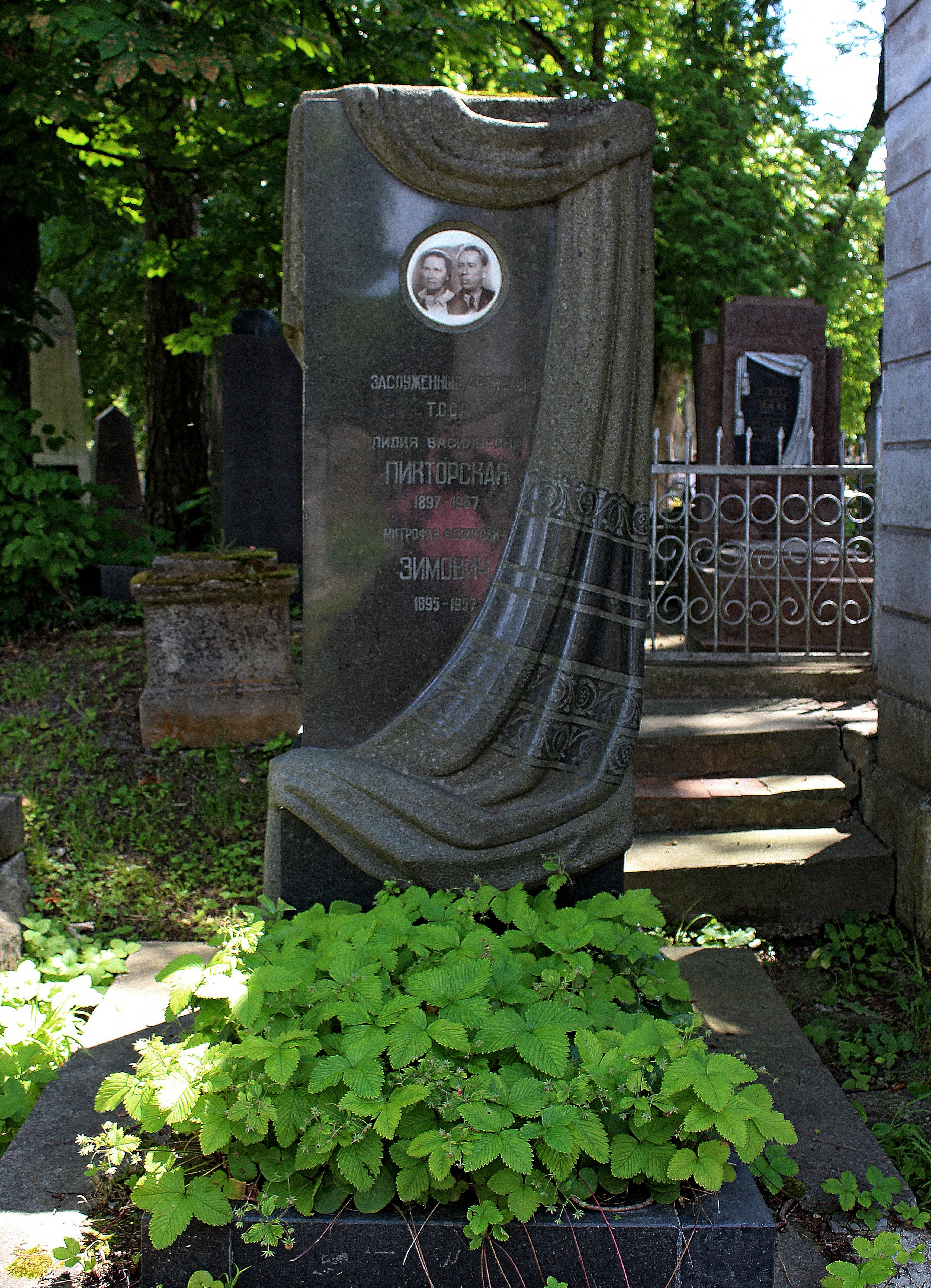

Лидия Васильевна Пикто́рская (в замужестве — Зимо́вич; 1897—1957) — украинская советская актриса. заслуженная артистка Туркменской ССР.

## Биография
Родилась 19 (21 марта) 1897 года в Воронеже в дворянской семье. Окончила Воронежскую Мариинскую гимназию (1915), училась на Московских высших женских курсах (1915—1918), историко-филологическом факультете ВГУ (с 1918 года). В начале 1920-х годов работала в студийном театре Губернского отдела народного образования, где сыграла роль Коломбины («Шут на троне» Р. Лотара). Затем выступала в театрах Тулы, Красноводска, Сталинска. С конца 1930-х годов артистка РДТ имени А. С. Пушкина (Ашхабад), в 1949—1953 годах Одесского ДТСА. С 1954 года актриса Львовского РДТ.
Умерла в 1957 году во Львове (ныне Украина).
Похоронена на 58 участке Лычаковского кладбища.

## Творчество
- «Сын Рыбакова» В. М. Гусева — тётя Катя
- «Лётчики» Л. Д. Аграновича, С. Д. Листова — Евдокия Осиповна
- «Кряжевы» В. В. Лаврентьева — Елена Ивановна
- «Прага остаётся моей» Ю. А. Буряковского

### Фильмография
- 1956 — Павел Корчагин — мать Павла Корчагина

## Награды и премии
- Сталинская премия третьей степени (1952) — за спектакль «Прага остаётся моей» Ю. А. Буряковского на сцене Одесского ДТСА
- заслуженная артистка Туркменской ССР